# Bellapais
Bellapais (Beylerbeyi en turc) est un petit village situé sur les hauteurs de Kyrenia (à 220 m d'altitude), à environ 6 km de la ville, dans la partie Nord de l'île de Chypre et placé, de fait, sous l'autorité de la République Tuque de Chypre Nord. 

## Histoire
Le site tire son nom de l'abbaye éponyme, l'Abbaye de la Belle Paix.
Construite par l'ordre des Prémontrés au 13e siècle, elle présente des ruines imposantes donnant sur la baie de Kyrenia.
Le village a été habité pendant quelques années par Lawrence Durrell, qui a évoqué sa vie à Chypre dans le livre Citrons acides.
Son « Arbre de l'Oisiveté » rappelle aujourd'hui encore ce séjour mais il faut plutôt parler de deux arbres puisque l'auteur n'en ayant pas clairement décrit la position, ils sont deux à clamer leur légitimité.

## Galerie

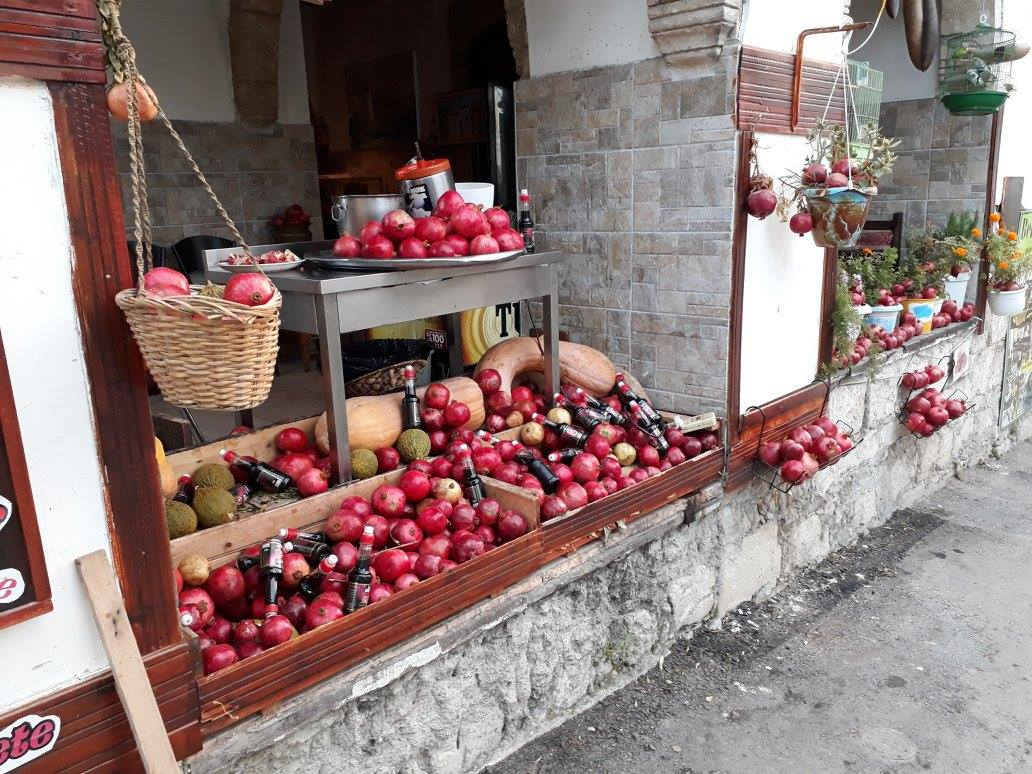
La profusion des grenades en octobre à Bellapais.
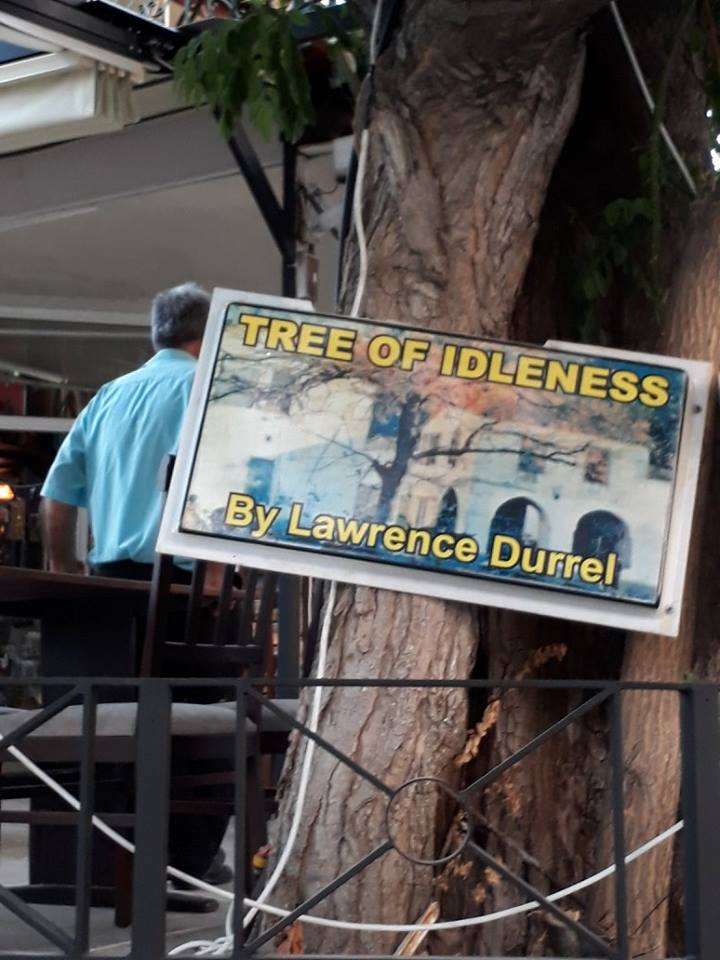
L'un des Trees of Idleness (Arbres de l'Oisiveté) de Lawrence Durrell.